# Clusiodes formosana
Clusiodes formosana är en tvåvingeart som beskrevs av Willi Hennig 1938. Clusiodes formosana ingår i släktet Clusiodes och familjen träflugor.
Artens utbredningsområde är Taiwan. Inga underarter finns listade i Catalogue of Life.